# Ллойд Г'юз
Ллойд Г'юз (англ. Lloyd Hughes; нар. 21 жовтня 1897, Бісбі, Аризона, США — пом. 6 червня 1958, Сан-Ґабріел, Каліфорнія, США) — американський актор німого кіно.

## Біографія
Ллойд Г'юз народився 21 жовтня 1897 року в місті Бісбі, штат Аризона. Навчався в Політехнічній школі Лос-Анджелеса. Вперше на екранах з'явився в 1918 році у фільмі «Люби мене» і за 21 рік своєї кар'єри знявся в 96 фільмах, останній раз з'явившись в 1939 році в стрічці «Роман в Редвудс».
30 червня 1921 одружився з актрисою Глорією Гоуп, пара прожила разом 37 років до самої смерті актора, у них двоє дітей: Дональд Рейд (нар. 21 жовтня 1926) і Ізабель Франсіс (нар. 16 квітня 1932).
Ллойд Г'юз помер 6 червня 1958 року в місті Сан-Ґабріел, штат Каліфорнія.

## Фільмографія
- 1924 — У житті кожної жінки
- 1924 — Морський яструб
- 1925 — Квітка пустелі
- 1925 — Загублений світ
- 1929 — Таємничий острів
- 1935 — Провулок гармонії / Harmony Lane
- 1935 — Суспільний огріх